# Michał Szułdrzyński
Michał Szułdrzyński (ur. 9 stycznia 1980 w Krakowie) – polski dziennikarz i publicysta, w latach 2016–2024 zastępca redaktora naczelnego, a od 2024 redaktor naczelny „Rzeczpospolitej”.

## Życiorys
W 2003 ukończył studia na Wydziale Filozoficznym Uniwersytetu Jagiellońskiego, po czym podjął pracę w Wyższej Szkole Europejskiej im. ks. Józefa Tischnera. Jest absolwentem programu Leadership Academy for Poland Cezarego Wójcika. Prowadził programy „Tygodnik Polski” i „Minęła 20” w TVP Info oraz „Kalkulator Polityczny 'Rzeczpospolitej'” w Polsat News, był również do czerwca 2008 redaktorem naczelnym kwartalnika „Nowe Państwo” oraz członkiem redakcji kwartalnika „Pressje”. Jego teksty ukazywały się w „Rzeczpospolitej”, której najpierw był od 2008 współpracownikiem, od 2013 kierownikiem działu krajowego, od kwietnia 2016 zastępcą redaktora naczelnego, a od października 2024 redaktorem naczelnym.
Od marca 2004 do marca 2006 był prezesem stowarzyszenia Klub Jagielloński.
W 2016 otrzymał nagrodę dziennikarską Grand Press za artykuł Klasa średnia z łaski PiS.
Prowadził zajęcia ze studentami Uniwersytetu Kardynała Stefana Wyszyńskiego w Warszawie. Członek Klubu Polska–Rosja w Fundacji im. Stefana Batorego. Wygłaszał prelekcje dla Szkoły Zimowej Instytutu Tertio Millennio, w którego radzie zasiadał w latach 2019–2025.

## Prace
- (red.) Kapitalizm po polsku. Państwo, prawo, gospodarka, Ośrodek Myśli Politycznej, Kraków 2003
- (red., z Jackiem Kloczkowskim) Drogi do nowoczesności. Idea modernizacji w polskiej myśli politycznej, OMP, Kraków 2006
- Prawica dla opornych, Wydawnictwo RM, Warszawa 2023

## Życie prywatne
Jest prawnukiem Adama Ronikiera, prezesa Rady Głównej Opiekuńczej. W październiku 2006 zawarł w Warszawie małżeństwo z Różą Bylicką, wnuczką Andrzeja.